# 장뤽 레이제르
장뤽 레이제르(프랑스어: Jean-Luc Reitzer, 1951년 12월 29일 ~ )는 프랑스의 정치인이다. 프랑스 공화당 소속으로, 프랑스 국민의회의 의원이다. 오랭주를 대표한다.
2020년 3월 5일, 코로나바이러스감염증-19에 감염된 것으로 확인되었다.

## 역대 선거 결과
| 선거명      | 직책명                      | 대수 | 정당         | 1차 득표율 | 1차 득표수 | 2차 득표율 | 2차 득표수 | 결과 | 당락                    |
| ----------- | --------------------------- | ---- | ------------ | ---------- | ---------- | ---------- | ---------- | ---- | ----------------------- |
| 1993년 선거 | 하원의원 (오랭주 제3선거구) | 10대 | 공화국연합   | 63.27%     | 31,350표   |            |            | 1위  | 오랭주 주 하원의원 당선 |
| 1997년 선거 | 하원의원 (오랭주 제3선거구) | 11대 | 공화국연합   | 46.62%     | 23,622표   | 66.29%     | 32,394표   | 1위  | 오랭주 주 하원의원 당선 |
| 2002년 선거 | 하원의원 (오랭주 제3선거구) | 12대 | 대중운동연합 | 59.39%     | 29,334표   |            |            | 1위  | 오랭주 주 하원의원 당선 |
| 2007년 선거 | 하원의원 (오랭주 제3선거구) | 13대 | 대중운동연합 | 63.78%     | 31,321표   |            |            | 1위  | 오랭주 주 하원의원 당선 |
| 2012년 선거 | 하원의원 (오랭주 제3선거구) | 14대 | 대중운동연합 | 54.80%     | 25,010표   |            |            | 1위  | 오랭주 주 하원의원 당선 |
| 2017년 선거 | 하원의원 (오랭주 제3선거구) | 15대 | 공화당       | 29.82%     | 11,630표   | 55.15%     | 18,786표   | 1위  | 오랭주 주 하원의원 당선 |